# Mekar Mukti (Muara Telang)
Mekar Mukti is een bestuurslaag in het regentschap Banyuasin van de provincie Zuid-Sumatra, Indonesië. Mekar Mukti telt 1450 inwoners (volkstelling 2010).